# Jimmy Ball
James Allan Ball, meglio noto come Jimmy Ball (Dauphin, 7 maggio 1903 – Victoria, 2 luglio 1988), è stato un velocista canadese, specializzato nei 400 metri piani.
Nel 1928 fu medaglia d'argento nei 400 metri piani e di bronzo nella staffetta 4×400 metri ai Giochi olimpici di Amsterdam. Nel 1932, ai Giochi di Los Angeles fu medaglia di bronzo nella staffetta, mentre nei 400 metri piani non riuscì ad approdare alla finale.
Conquistò anche una medaglia d'argento nella staffetta 4×440 iarde ai Giochi dell'Impero Britannico del 1930.

## Palmarès
| Anno | Manifestazione                | Sede        | Evento                | Risultato     | Prestazione | Note |
| ---- | ----------------------------- | ----------- | --------------------- | ------------- | ----------- | ---- |
| 1928 | Giochi olimpici               | Amsterdam   | 400 metri piani       | Argento       | 48"0        |      |
| 1928 | Giochi olimpici               | Amsterdam   | Staffetta 4×400 metri | Bronzo        | 3'15"4      |      |
| 1930 | Giochi dell'Impero Britannico | Hamilton    | Staffetta 4×440 iarde | Argento       | 3'19"8 s    |      |
| 1932 | Giochi olimpici               | Los Angeles | 400 metri piani       | elim. qualif. | 49"0        |      |
| 1932 | Giochi olimpici               | Los Angeles | Staffetta 4×400 metri | Bronzo        | 3'12"8      |      |